# Rydzyny
Rydzyny [pronunciación en polaco: /rɨˈd͡zɨnɨ/] es un pueblo ubicado en el distrito administrativo de Gmina Pabianice, dentro del Distrito de Pabianice, Voivodato de Łódź, en Polonia central. Se encuentra aproximadamente a 5 kilómetros al sureste de Pabianice y a 19 kilómetros al sur de la capital regional Łódź.
El pueblo se conforma de: 
- Rydzyny Dolne
- Rydzyny Górne
- Rydzyny Długie
- Potaźnia
- Żabiniec